# .fo
.fo는 페로 제도의 인터넷 국가 코드 최상위 도메인이다. FO 의회에 의해 관리된다.

## 역사
.fo 도메인은 1997년 6월까지 덴마크 대학 네트워크 조직인 UNI-C에 의해 운영되었다. 그 후 민영화의 일환으로 UNI-C의 활동을 사들인 Tele2 DK의 통제 하에 있었다.
1998년 7월, 이 도메인의 운영 권한은 선의로 nic.fo에 넘겨졌다.